# Charinus dominicanus
Charinus dominicanus es una especie de araña del género Charinus, familia Charinidae. Fue descrita científicamente por Armas and Pérez González en 2001.
Habita en la región del Caribe. El caparazón del macho descrito por Miranda, Giupponi, Prendini y Scharff en 2021 mide 2,80 mm de largo por 2,69 mm y el de las hembras de 1,72 a 1,87 mm de largo por 2,41 a 2,70 mm.